# Xianxia (sockenhuvudort i Kina, Jiangxi Sheng, lat 26,11, long 115,56)
Xianxia är en sockenhuvudort i Kina. Den ligger i provinsen Jiangxi, i den sydöstra delen av landet, omkring 290 kilometer söder om provinshuvudstaden Nanchang. Antalet invånare är 42 272. Befolkningen består av 22 285 kvinnor och 19 987 män. Barn under 15 år utgör 36 %, vuxna 15-64 år 54 %, och äldre över 65 år 8,0 %.
Runt Xianxia är det tätbefolkat, med 257 invånare per kvadratkilometer. Närmaste större samhälle är Yinkeng, 12,4 km norr om Xianxia. Trakten runt Xianxia består till största delen av jordbruksmark.
Genomsnittlig årsnederbörd är 2 051 millimeter. Den regnigaste månaden är maj, med i genomsnitt 345 mm nederbörd, och den torraste är oktober, med 23 mm nederbörd.